# Сунь Тяньтянь
Сунь Тяньтянь (кит.: 孙甜甜) — китайська тенісистка, олімпійська чемпіонка, переможниця Відкритого чемпіонату Австралії у міксті.
Золоту олімпійську медаль та звання олімпійської чемпіонки Сунь виборола на Афінській олімпіаді 2004 року в змаганні жіночих пар разом із Лі Тін.
Чемпіонат Австралії у міксті Сунь виграла 2008 року, граючи з Ненадом Зімоньїчом.

## Значні фінали

### Фінали турнірів Великого шоломма

#### Мікст: 1 (1–0)
| Результат | Рік  | Турнір          | Поверхня | Партнер        | Супротивники             | Рахунок     |
| --------- | ---- | --------------- | -------- | -------------- | ------------------------ | ----------- |
| Перемога  | 2008 | Australian Open | Хард     | Ненад Зімоньїч | Саня Мірза Магеш Бгупаті | 7–6(4), 6–4 |

### Олімпіади

#### Парний розряд: 1 золота медаль
| Результат | Турнір     | Дисципліна    | Поверхня | Партнерка | Супротивниці                             | Рахунок  |
| --------- | ---------- | ------------- | -------- | --------- | ---------------------------------------- | -------- |
| Золото    | Афіни 2004 | парний розряд | Хард     | Лі Тін    | Кончіта Мартінес Вірхінія Руано Паскуаль | 6–3, 6–3 |

## Фінали турнірів WTA

### Одиночний розряд: 1 (титул)
| Легенда           |
| ----------------- |
| Tier I (0–0)      |
| Tier II (0–0)     |
| Tier III (0–0)    |
| Tier IV & V (1–0) |

| Результат | Дата          | Турнір        | Покриття | Опонент          | Рахунок  |
| --------- | ------------- | ------------- | -------- | ---------------- | -------- |
| Перемога  | 8 жовтня 2006 | Tashkent Open | Тверде   | Ірода Туляганова | 6–2, 6–4 |

### Парний розряд: 21 (11 титулів, 10 поразок)
| Легенда: Before 2009 | Легенда: Starting in 2009 |
| -------------------- | ------------------------- |
| Tier I (0–1)         | Premier Mandatory         |
| Tier II (1–1)        | Premier 5                 |
| Tier III (6–4)       | Premier                   |
| Tier IV & V (4–3)    | International (0–1)       |

| Результат | Ранг | Дата             | Турнір                               | Покриття  | Партнер      | Опоненти                          | Рахунок          |
| --------- | ---- | ---------------- | ------------------------------------ | --------- | ------------ | --------------------------------- | ---------------- |
| Перемога  | 1.   | 14 червня 2003   | Gastein Ladies                       | Ґрунт     | Лі Тін       | Янь Цзи Чжен Цзє                  | 6–3, 6–4         |
| Поразка   | 1.   | 12 жовтня 2003   | Tashkent Open                        | Тверде    | Лі Тін       | Юлія Бейгельзимер Тетяна Пучек    | 3–6, 6–7(0)      |
| Перемога  | 2.   | 2 листопада 2003 | Tournoi de Québec                    | Тверде(i) | Лі Тін       | Ельс Калленс Мейлен Ту            | 6–3, 6–3         |
| Перемога  | 3.   | 9 листопада 2003 | Pattaya Women's Open                 | Тверде    | Лі Тін       | Вінне Пракуся Анжелік Віджайя     | 6–4, 6–3         |
| Поразка   | 2.   | 22 лютого 2004   | Bangalore Open                       | Тверде    | Лі Тін       | Лізель Губер Саня Мірза           | 6–7(1), 4–6      |
| Перемога  | 4.   | 3 жовтня 2004    | Guangzhou International Women's Open | Тверде    | Лі Тін       | Ян Шуцзін Юй Їн                   | 6–4, 6–1         |
| Поразка   | 3.   | 12 лютого 2005   | Bangalore Open                       | Тверде    | Лі Тін       | Yan Zi Чжен Цзє                   | 4–6, 1–6         |
| Перемога  | 5.   | 1 травня 2005    | Estoril Open                         | Ґрунт     | Лі Тін       | Міхаелла Крайчек Генрієта Надьова | 6–3, 6–1         |
| Перемога  | 6.   | 12 лютого 2006   | Pattaya Open                         | Тверде    | Лі Тін       | Yan Zi Чжен Цзє                   | 3–6, 6–1, 7–6(5) |
| Поразка   | 4.   | 4 березня 2006   | Qatar Ladies Open                    | Тверде    | Лі Тін       | Даніела Гантухова Суґіяма Ай      | 4–6, 4–6         |
| Перемога  | 7.   | 7 травня 2006    | Estoril Open                         | Ґрунт     | Лі Тін       | Хісела Дулко Марія Санчес Лоренсо | 6–2, 6–2         |
| Перемога  | 8.   | 1 жовтня 2006    | Guangzhou Open                       | Тверде    | Лі Тін       | Ваня Кінг Єлена Костанич-Тошич    | 6–4, 2–6, 7–5    |
| Поразка   | 5.   | 15 квітня 2007   | Charleston Open                      | Тверде    | Пен Шуай     | Yan Zi Чжен Цзє                   | 5–7, 0–6         |
| Поразка   | 6.   | 26 травня 2007   | Internationaux de Strasbourg         | Ґрунт     | Алісія Молік | Чжен Цзє Yan Zi                   | 3–6, 4–6         |
| Поразка   | 7.   | 17 червня 2007   | Birmingham Classic                   | Трава     | Мейлен Ту    | Чжуан Цзяжун Латіша Чжань         | 6–7(3), 3–6      |
| Поразка   | 8.   | 19 жовтня 2007   | Guangzhou Open                       | Тверде    | Ваня Кінг    | Пен Шуай Yan Zi                   | 6–3, 6–4         |
| Перемога  | 9.   | 7 жовтня 2007    | Japan Open                           | Тверде    | Yan Zi       | Чжуан Цзяжун Ваня Кінг            | 1–6, 6–2, [10–6] |
| Перемога  | 10.  | 14 жовтня 2007   | Bangkok Open                         | Тверде    | Yan Zi       | Моріта Аюмі Намігата Дзюнрі       | w/o              |
| Перемога  | 11.  | 9 березня 2008   | Bangalore Open                       | Тверде    | Пен Шуай     | Чжань Юнжань Чжуан Цзяжун         | 6–4, 5–7, [10–8] |
| Поразка   | 9.   | 21 вересня 2008  | Guangzhou Open                       | Тверде    | Yan Zi       | Марія Коритцева Тетяна Пучек      | 4–6, 6–4, [8–10] |
| Поразка   | 10.  | 20 вересня 2009  | Guangzhou Open                       | Тверде    | Дате Кіміко  | Ольга Говорцова Тетяна Пучек      | 6–3, 2–6, [8–10] |

## Виноски
1. ↑  Player Profile // WTA website

| Тенісист | Це незавершена стаття про тенісиста чи тенісистку. Ви можете допомогти проєкту, виправивши або дописавши її. |